# Бахаи в Алжире
Вера Бахаи в Алжире — небольшая, но динамично развивающаяся религия.

## История
Первые представители веры бахаи появились Алжире в середине XIX века. В 1845 году из-за репрессий османских властей некоторые сторонники Баба переселились в Алжир. Другая группа переехала в Алжир в 1909 году. В 1923 году бахаи из Курдистана переселились в Алжир. В июне 1952 года группа из Ирана иммигрировала во Францию, а затем в Алжир. В 1953 году первый коренной алжирец Абдул-Карим Амин Ходжа, обратился в религию бахаи. В том же году было создано первое Местное Духовные собрание. В 1956 году были созданы три новых региональных Духовных собрания. В 1957 году религия бахаи начала распространяться среди берберских племен. К концу 1963 года в Оране было открыто второе Духовное собрание и два центра бахаи. После провозглашения независимости Алжиром, государственной религией был объявлен ислам. Начались репрессии из-за которых многие бахаи вынуждены были бежать в пустыню Сахару и в горы или покинули страну. Некоторые из алжирских бахаи, которые были изгнаны, затем перебрались в Гонконг. В 1969 году вера бахаи была запрещена в Алжире.

## Современное положение
Несмотря на то, что вера бахаи запрещена в Алжире, некоторые алжирцы исповедуют её тайно. Количество адептов растет несмотря на закон предусматривающий наказание каждому, кто призывает мусульманина отречься от ислама и принять другую религию. Так в 70-х годах в Алжире по разным оценкам насчитывалось около 700 верующих, то в 2005 их было 3300,а в 2010 — 3800.